# Lovene socken
Lovene var en socken i Vartofta härad i Västergötland. Den ingår nu i Falköpings kommun i den del av Västra Götalands län som tidigare ingick i Skaraborgs län. 
Under medeltiden ingick socknen i Ållebergs fjärding av Vartofta härad. Socknen omtalas tidigast i en handling från början av 1330-talet av den påvlige nuntien till Danmark, Sverige och Norge, Petrus Gervasii, över hans uppbörd av Peterspenning och sexårstionde, samt andra räkenskaper och inkomster till romerska kyrkan. Tidigt införlivades Holma socken och 1540 införlivades Lovene med Karleby socken. 

## Lovene kyrkoruin
Kyrkan anges som öde år 1541. Den låg 2 kilometer norr om Karleby kyrka på gården Stommens ägor. När kyrkplatsen undersöktes kunde man konstatera att långhuset hade haft en storlek av 12,90 X 7,40 meter utvändigt. De återstående murarna är vackert lagda och bevarade i en höjd av 4 skift, vilket motsvarar ungefär 1 meter. Till detta har funnits ett mindre rakslutet kor i öst. Murarna har varit uppförda som skalmur av mer eller mindre tuktade block i sandsten. På murarnas insidan finns spår av puts. Ingången har varit på södra sidan vid västra gaveln. Till denna har det funnits en portal, varav endast rester återstår av de kvadratiska baserna utanför ingången. Även på norra långhusväggen har funnits en dörr, mitt emot den södra. Koret har en högre golvnivå än långhuset och rester av altaret finns kvar. På ömse sidor om ingången till koret från långhuset har det på båda sidor funnits sidoaltare. Dopfuntens fundament har påträffats nära korets västra vägg. Både kor och långhus har tydligen haft golvplank. En grav finns i långhuset och ytterligare gravar kan finnas i kyrkan då marken ej är undersökt ner till orörd jord. På kyrkogården finns några flata hällar söder och öster om byggnaden som konstaterats vara gravar. Grunden till en klockstapel har också påträffats. Bland fynden har man funnit 15 medeltida mynt och brakteater.